# Филиппов, Виктор Сергеевич
Ви́ктор Серге́евич Фили́ппов (13 марта 1933, Москва — 2 апреля 1994, там же) — советский и российский актёр театра и кино.

## Биография
Родился 13 марта 1933 года в Москве.
Работал в НИИ самолётостроения, на лётно-испытательной станции, на московском заводе «Подъёмник» (1949—1952). Также некоторое время работал завклубом завода «Электропровод» (1956—1958).
Окончил ВГИК (1964, мастерская С. Герасимова и Т. Макаровой).
В 1951 году — актёр в Московском театре драмы и комедии. С 1969 года — актёр Театра-студии киноактёра.
В кино с 1961 года (около 130 ролей, первая роль — солдат в фильме «В трудный час» режиссёра Ивана Гурина). Часто снимался в сюжетах киножурнала «Фитиль».
Умер 2 апреля 1994 года в Москве. Похоронен на 1-м участке Кунцевского кладбища.

## Роли в кино
- 1961 — В трудный час — солдат
- 1962 — 49 дней
- 1962 — Люди и звери — инспектор ГАИ
- 1962 — У твоего порога — Евсей Васюта
- 1964 — Живёт такой парень — Иван Егорович Прохоров, председатель колхоза
- 1964 — Мирное время — Бахметьев
- 1965 — Таёжный десант — Борис
- 1966 — Туннель — водитель Сергей
- 1966 — Ожидания — Почечуев, механизатор
- 1967 — Зареченские женихи — Пётр Бычков
- 1967 — Майор Вихрь — партизан
- 1967 — Морские рассказы — Семёнов, начальник портовой полиции
- 1967 — Пароль не нужен — ведущий агитконцерта
- 1968 — Соперники (мультфильм) — кукловод-мультипликатор (нет в титрах)
- 1968 — Братья Карамазовы — эпизод
- 1968 — В горах моё сердце
- 1968 — Это было в разведке — Егоров, старший сержант
- 1968 — По Руси — эпизод
- 1968 — Семь стариков и одна девушка — старшина милиции
- 1968 — Сказы уральских гор — Тимоха
- 1969 — Вальс — человек от Сергея Аркадьевича
- 1969 — Суровые километры — Летюков, шофёр-рвач
- 1969 — Я его невеста
- 1970 — Дороги бывают разные — Николай
- 1970 — Поезд в завтрашний день
- 1971 — Пришёл солдат с фронта — танкист Шура
- 1971 — Путина — конферансье
- 1971 — Седьмое небо — майор Петров
- 1972 — Бой после победы — офицер советской разведки
- 1972 — Инженер Прончатов — сплавщик
- 1972 — Печки-лавочки — сержант милиции
- 1972 — Тайна предков — Евстигней
- 1972 — Человек на своём месте — главный зоотехник колхоза
- 1973 — Это сильнее меня — Михаил Сергеевич Ракитин
- 1973 — И на Тихом океане… — Прокофий Знобов
- 1973 — Неисправимый лгун — водитель поливальной машины
- 1973 — Нейлон 100 % — пациент Бадеева
- 1973 — Райские яблочки — сын Виттори Виртена
- 1974 — Высокое звание — Петро
- 1974 — Если хочешь быть счастливым — Владимир Гусаров, механик
- 1974 — Птицы над городом — сосед Букина
- 1974 — Скворец и Лира — радист
- 1974 — Стоянка — три часа — Николай
- 1974 — Хождение по мукам — извозчик
- 1975 — Без права на ошибку — Афонин, железнодорожник
- 1975 — На ясный огонь — белогвардейский офицер
- 1975 — Не может быть! — гитарист
- 1976 — Жить по-своему — работник завода
- 1976 — Подранки — милиционер, сосед Фроси
- 1976 — Преступление — шофёр
- 1976 — Солдаты свободы — генерал-майор Веденин
- 1976 — Солнце, снова солнце — Степан Семёнович, гость на свадьбе
- 1977 — Инкогнито из Петербурга — купец с караваем
- 1977 — Приезжая — колхозник у клуба
- 1977 — Служебный роман — Боровских, сослуживец
- 1977 — Смешные люди! — лавочник в бане
- 1977 — Схватка в пурге
- 1977 — Счёт человеческий
- 1978 — Бархатный сезон — помощник Николаса
- 1978 — Близкая даль — Таболов
- 1978 — Живите в радости — член правления колхоза
- 1978 — На новом месте
- 1978 — Пока безумствует мечта — граф Аладушкин
- 1979 — Выстрел в спину
- 1979 — Город принял — дежурный, майор милиции
- 1980 — Белый ворон — чтец-декламатор
- 1980 — Из жизни отдыхающих — бригадир тракторной бригады
- 1980 — Иначе нельзя
- 1980 — О бедном гусаре замолвите слово — Фёдор Степанович Спиридонов, провинциальный актёр
- 1980 — Рафферти
- 1981 — Любовь моя вечная
- 1981 — От зимы до зимы — Волков, начальник отдела кадров
- 1981 — Отставной козы барабанщик
- 1981 — Факты минувшего дня — Клыбин
- 1982 — Мишка, Малыш и другие — Сергей Алексеевич Колунов, отец Кеши
- 1982 — Домой! — военный моряк
- 1982 — Человек, который закрыл город — Михаил Петрович, руководитель строительства
- 1982 — Если любишь… — Петрович
- 1982 — Нас венчали не в церкви — хромоногий
- 1982 — Не хочу быть взрослым — прохожий «с избыточным весом»
- 1982 — Открытое сердце — дядя Коля
- 1982 — Предчувствие любви — посетитель пивбара
- 1982 — Формула света
- 1983 — Летаргия — Дадашев
- 1983 — Люблю. Жду. Лена — геолог
- 1983 — Петля — заведующий автобазой
- 1983 — Спокойствие отменяется — генерал
- 1983 — Срок давности — бурильщик
- 1983 — Такая жёсткая игра — хоккей — Лаврыч
- 1983 — Тревожное воскресенье — эпизод
- 1984 — Мёртвые души — купец
- 1984 — Первая конная — Маслак
- 1984 — Поручить генералу Нестерову…
- 1984 — Расставания — Степан Егорович Федоткин, начальник перегоночной базы
- 1984 — Хроника одного лета — Геннадий Михайлович Филатов, председатель райпотребсоюза
- 1984 — Человек-невидимка — человек в гостинице
- 1984 — Я за тебя отвечаю
- 1985 — Из жизни Потапова — генерал
- 1985 — Как стать счастливым — дядя Боря
- 1985 — Салон красоты — ведущий телепередачи
- 1985 — Самая обаятельная и привлекательная — капитан милиции
- 1985 — Секунда на подвиг — Бобырь
- 1986 — Аэропорт со служебного входа — Бабкин, бригадир автолифтового хозяйства
- 1986 — В распутицу — Круглов
- 1986 — Хорошо сидим! — Ситюлин, капитан дорожной милиции
- 1987 — Акселератка
- 1987 — Ночной экипаж
- 1988 — Вам что, наша власть не нравится?! — Шинкарёв
- 1988 — Верными останемся
- 1988 — Двое и одна
- 1988 — Запретная зона
- 1988 — Лапта — игрок в лапту
- 1988 — Происшествие в Утиноозёрске — парикмахер
- 1989 — Во бору брусника — Михаил, средний сын Егорова
- 1989 — Криминальный квартет — Севастьянов, милиционер-взяточник
- 1989 — Частный детектив, или Операция «Кооперация» — Захребетный, член исполкома
- 1990 — Дина— Александр Иванович Сальников
- 1990 — Мордашка — отец Гены
- 1990 — …По прозвищу «Зверь» — майор охраны колонии
- 1990 — Пропал друг — продавец шапок
- 1990 — Сделано в СССР — учитель
- 1991 — 1000 долларов в одну сторону — милиционер
- 1991 — Гениальная идея — швейцар
- 1991 — Не будите спящую собаку
- 1991 — Пока гром не грянет — эпизод
- 1991 — Умирать не страшно — мужчина, забравший девочек в детдом
- 1991 — Щен из созвездия Гончих Псов — милиционер
- 1992 — Исполнитель приговора — Геннадий Петрович Любков
- 1992 — Наш американский Боря
- 1993 — Стрелец неприкаянный

## Озвучивание фильмов
- 1966 — Как солдат от войска отстал
- 1966 — Почему ты молчишь? — худощавый (роль Мамедсадыха Нуриева)
- 1967 — Мой друг Нодар — Гогия (роль Джемала Ганидзе)
- 1971 — Лаутары — лаутар (роль Вилли Мусояна)
- 1971 — Незадачливые похитители
- 1971 — Перед рассветом
- 1972 — Мой друг Мелекуш — Бяшим (роль Акмурада Бяшимова)
- 1973 — Горький урок
- 1973 — Капкан — молодой сотрудник румынской госбезопасности (роль Мирча Дьякону)
- 1974 — Когда женщина оседлает коня — Ата-ага (роль П. Атаева)
- 1975 — Незваные гости — Закро (роль Карло Саканделидзе)
- 1975 — Соло для слона с оркестром — репортёр «Санди Экспресс» (роль Франтишека Филиповского)
- 1976 — Настоящий тбилисец и другие
- 1983 — Голубые горы, или Неправдоподобная история — Чачанидзе, комиссар федерации мотобола (роль Омара Шоташвили)

## Озвучивание мультфильмов
- 1973 — Аврора — Матрос
- 1982 — Волшебное лекарство — хозяин собаки
- 1985 — Два билета в Индию — участковый милиционер